# John Petrucci
John Peter Petrucci, född 12 juli 1967 i Kings Park på Long Island i New York, är en amerikansk gitarrist som var med och grundade det progressiva metalbandet Dream Theater.

## Biografi
John Petrucci spelade gitarr för första gången när han var 8 år på grund av att hans syster spelade ett annat instrument, vilket gjorde att hon fick vara uppe sent, vilket John också ville. När han inte fick vara uppe sent lade han snart av. Han började spela igen när han var 12 år, då han blev inbjuden att spela tillsammans med Kevin Moores (senare keyboardist i Dream Theater) band. Petrucci är till stor del en självlärd gitarrist som utvecklade sin skicklighet genom att försöka att imitera sina idolers spelstil. Hans idoler var bl.a. Steve Morse, Steve Howe, Steve Vai, Stevie Ray Vaughan, Al Di Meola, Alex Lifeson och Allan Holdsworth. Han brukar själv skämtsamt kalla dem för "the Steves and the Als".
Det var när han studerade på Berklee College of Music tillsammans med kompisen John Myung som han mötte trummisen Mike Portnoy. Tillsammans startade de bandet Majesty som senare blev Dream Theater.
Anledningen till att de bytte från Majesty till Dream Theater var på grund av att ett band baserat i Las Vegas gick under samma namn och hotade att stämma dem för plagiat . Idén till namnet Dream Theater kom från Mike Portnoys pappa som såg en film som hette Movie Theater vilket han sedan fick till Dream Theater.
Petrucci har även medverkat i diverse sidoprojekt såsom Liquid Tension Experiment och Explorer's Club. Petrucci har deltagit i G3-turnén tillsammans med Joe Satriani och Steve Vai sex gånger vilket ingen annan har blivit inbjuden till.

## Utrustning
John Petrucci har sedan länge varit en trogen Mesa/Boogie-kund och har spelat på dessa förstärkare sedan albumet Images and Words. I klipp från innan detta kan han ses spela på en Randall-stack.
Han har ofta använt modellen Mark IIC+ och även den senare versionen Mark IV men använder även Dual Rectifier Road King, bland annat på Dream Theaters album Train of Thought.
Petruccis elgitarrer är av märket Music Man. Modellen är hans egen och går under namnet "Majesty".

## Diskografi (urval)
Soloalbum
- 2005 – Suspended Animation
- 2020 – Terminal Velocity

Studioalbum med Dream Theatre
- 1989 – When Dream and Day Unite
- 1992 – Images and Words
- 1994 – Awake
- 1995 – A Change of Seasons
- 1997 – Falling Into Infinity
- 1999 – Metropolis Part 2: Scenes from a Memory
- 2002 – Six Degrees of Inner Turbulence
- 2003 – Train of Thought
- 2005 – Octavarium
- 2007 – Systematic Chaos'
- 2009 – Black Clouds and Silver Linings
- 2011 – A Dramatic Turn of Events
- 2013 – Dream Theater
- 2016 – The Astonishing
- 2019 – Distance over Time

Studioalbum med Liquid Tension Experiment
- 1998 – Liquid Tension Experiment
- 1999 – Liquid Tension Experiment 2
- 2021 – Liquid Tension Experiment 3

Med G3
- 2005 – G3: Live in Tokyo (med Steve Vai och Joe Satriani)

Med Jordan Rudess
- 2000 – An Evening with John Petrucci and Jordan Rudess